# 佐久間信則
佐久間 信則（さくま のぶのり）は、江戸時代前期の旗本。
神田の館で徳川綱吉に仕え、兄・佐久間信俊、信常とは別家の祖となった。
鉄砲頭を勤め、延宝8年（1680年）に綱吉の子・徳松が西の丸に入城した折にこれに従い、蔵米300俵を賜った。天和3年（1683年）徳松の逝去後、小普請となる。
元禄10年（1697年）死去。享年73。